# Al-Karbis
Al-Karbis (arab. الكاربس) – wieś w Syrii, w muhafazie As-Suwajda. W 2004 roku liczyła 619 mieszkańców.